# Biblioteca municipal e infantil Mariana Suárez de Longo
La Biblioteca Municipal e Infantil Mariana Suárez de Longo, también conocida como la Biblioteca Municipal de Ponce, es la biblioteca pública del Municipio Autónomo de Ponce, Puerto Rico. Fundada en el año 1870, la Biblioteca Mariana Suárez de Longo (MSL) es la biblioteca municipal más antigua en Puerto Rico. La biblioteca se ubica en el Bulevar Miguel Pou del barrio San Antón de la ciudad de Ponce y es la principal de ocho bibliotecas públicas en el municipio. A las otras siete bibliotecas municipales restantes se les considera bibliotecas “satélites” dentro del sistema de bibliotecas públicas del gobierno municipal de Ponce. Tres de estas siete bibliotecas satélites se ubican dentro de la zona urbana de la ciudad, mientras que las otras cuatro restantes están distribuidas en áreas rurales del municipio.

## Historia

### Gabinete de Lectura
El origen de la Biblioteca Municipal de Ponce se remonta a los tiempos del establecimiento en Ponce del Gabinete de Lectura durante los años 1869-70, y fundado por Alejandro Tapia y Rivera. El Gabinete de Lectura fue el primer centro educativo, cultural y científico en Ponce. El Gabinete fue establecido en el año 1870 por Federico Pérez, Antonio Molina, Jr., Diego Vicente Texeira, Rafael Rodríguez, Luis R. Velázquez, Angel Aguerrevera, y Eduardo Neumann Gandía, y se ubicaba en la Calle Sol. En el año 1874, el gobierno central en San Juan ordenó el cierre del Gabinete por temor a que el populacho llegara a educarse y viniera a rebelarse contra el gobierno. Sin embargo, fue reabierto dos años más tarde, en el 1876, por un grupo de ciudadanos que incluía a los fundadores originales además de
el Dr. Rafael Pujals, Oscar Schuck, Alfredo Casals, Antonio Molina, Ramón Rivera, Jacobo Tur, Sergio Cuevas Zequeira, Juan Cuevas Aboy, Oriol Pasarell, Francisco Oliver, Manuel Mayoral Barnes, y Manuel Yordán.

### La primera biblioteca
La biblioteca se fundó oficialmente en el año 1890 y se re-organizó en el año 1894. Esta primera biblioteca se ubicó en la primera planta del edificio de la Casa Alcaldía de Ponce, en lo que es ahora la Calle Plaza Degetau, pero que para aquel entonces se consideraba parte de la Calle Villa. Contenía 1,500 volúmenes que provenían del "Gabinete de Lectura", de la colección privada de Miguel Rosich y Mass, quien era un educador prominente en la ciudad, y de donaciones de varios ciudadanos. El primer bibliotecario lo fue el Señor Joaquin Figueroa.  La biblioteca comenzó con 809 libros y 669 panfletos. Ya para el año 1913, el total de volúmenes en su colección se registró en más de 4,754, incluyendo 2,818 libros y 1,936 revistas.  Más luego, la biblioteca se mudó a la Calle Isabel en la Zona Histórica de Ponce. En el año 1940, el alcalde José Tormos Diego reacondicionó el anexo norte del Teatro La Perla para usarse como la biblioteca central municipal de Ponce.

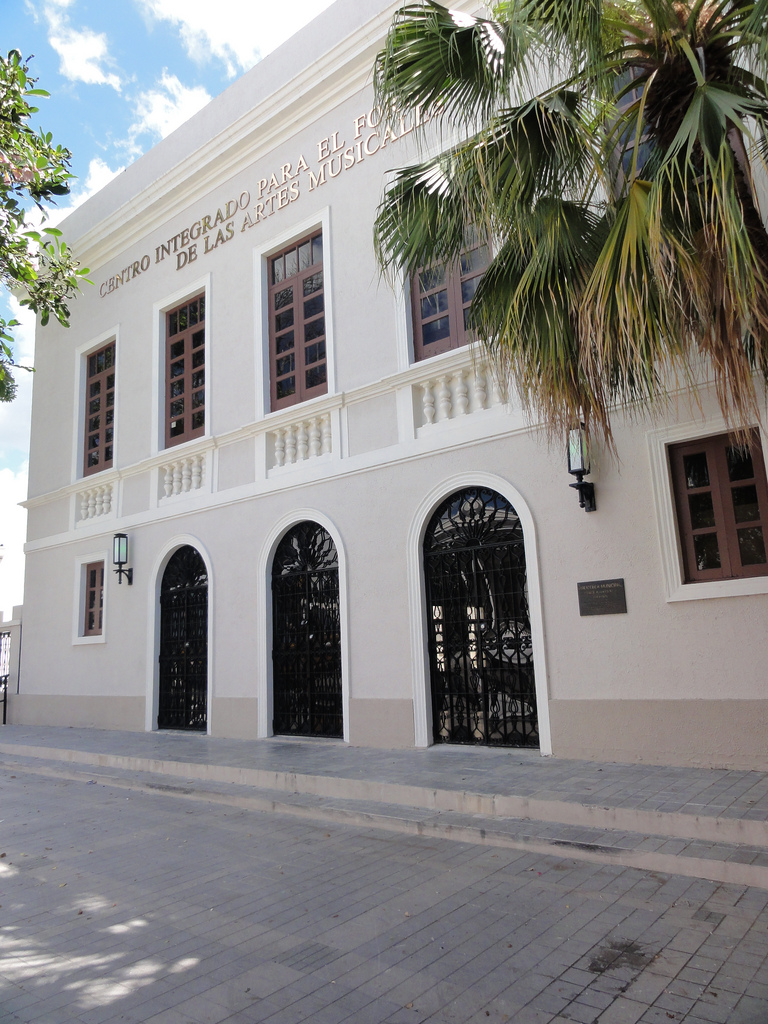
Ubicación previa de la Biblioteca Municipal de Ponce, al lado norte del Teatro La Perla en Barrio Tercero, Ponce, Puerto Rico, y que hoy día (2012) es el local de la Banda Municipal de Ponce y otras organizaciones musicales

Inicialmente operando como una biblioteca que no prestaba sus libros, en el año 1945 la biblioteca de Ponce instituyó un sistema de préstamos garantizados a través de depósitos. La mayoría de sus usuarios eran estudiantes escolares.  Para el año 1946 la Biblioteca Pública de Ponce tenía una colección que alcanzaba los 9,648 volúmenes.  La colección era mayormente de carácter general, pero estaba totalmente catalogada de acuerdo al sistema de Dewey. Para el año 1946 la biblioteca era sostenida mayormente a través de donativos del Club de Leones de Ponce y de la Asociación Bibliotecaria de Puerto Rico, una organización de tipo comunitario y sin fines lucrativos.
Durante la administración del alcalde Juan H. Cintrón (1968), la biblioteca se mudó a facilidades más amplias próximas al Teatro La Perla. En 1974 la Biblioteca Municipal pasó a manos del Departamento de Educación del gobierno central en San Juan. Este, usó las facilidades físicas para supervisar alumnos que tomaban éxamenes de equivalencia a escuela superior. Como resultado de esta política y práctica, la colección completa de la biblioteca pasó a archivarse en edificios industriales baldíos ubicados en la calle Villa Final. El área ocupada por la colección en estos edificios baldíos fue posteriormente inundada tras fuertes lluvias de las temporadas de huracanes. Personal administrativo del Archivo Histórico de Ponce logró salvar parte de la colección y procedió a albergarla dentro de sus propias facilidades de una manera permanente.  Subsecuentemente, en el año 1985, las facilidades anexas al Teatro La Perla son devueltas al Municipio, pero sin el restante de la colección original de la biblioteca. El Municipio comenzó nuevamente a restablecer la biblioteca a su gloria antigua en el anexo al Teatro La Perla donde permaneció hasta el año 2007.

### Facilidades actuales
En agosto de 2007, el gobierno municipal de Ponce, bajo la administración del alcalde Francisco Zayas Seijo mudó la biblioteca a un edificio construido específicamente para ese fin en el Bulevar Miguel Pou, en un solar donde previamente ubicaba el un edificio de la Corte de Distrito de Ponce. Las modernas facilidades abrieron más de tres años después de la repentina muerte del alcalde Rafael Cordero Santiago, quien se le considera el autor intelectual y mayor instigador de una nueva biblioteca central en Ponce.

## Edificio de la biblioteca principal
El edificio central de la Biblioteca Municipal de Ponce se ubica en el nuevo edificio de la biblioteca en el Bulevar Miguel Pou, barrio San Antón, Ponce, en el punto marcado por las coordenadas 18°0'44" N, y 66°36'12" O. La nueva estructura abrió sus puertas en agosto de 2007 bajo la administración del alcalde Francisco Zayas Seijo. El costo de la construcción de esta nueva estructura se elevó a los $14 millones. Se biblioteca se ubica en el solar antes ocupado por el edificio del Tribunal de Ponce, y el cual fue demolido para hacer lugar para el nuevo edificio de la biblioteca.

### Mariana Suárez de Longo
El nombre de la biblioteca se le puso en gratitud y honor a la muy admirada "Maestra de maestras", la educadora Mariana Suárez de Longo. Suárez de Longo nació el 3 de enero de 1906 en Aibonito, Puerto Rico, se graduó de la Ponce High School en 1923, y obtuvo su bachillerato en educación de la Universidad de Puerto Rico en Río Piedras en el año 1935. Suárez de Longo entonces dedicó casi 40 años de su vida a la educación de los niños y la juventud de Puerto Rico. En el año 1946, Suárez de Longo vino a ser la primera mujer puertorriqueña en ser nombrada superintendente de escuelas de un distrito escolar en Puerto Rico, asignándosele al área de Ponce durante los años 1950 al 1962. En el año 1954 ella obtuvo un grado de maestría con especialidad en supervisión y administración de la New York University. Desde el año 1963 hasta el año 1966 ella dirigió la región sur del Departamento de Educación de Puerto Rico, que consistía de 14 municipios. En el año 1966 ella ejerció como directora de la División de Curriculum del Departamento de Educación de Puerto Rico. En 1969, Suárez de Longo dirigió el Centro de Entrenamiento de Dirigentes del programa Head Start del Municipio de Ponce. La devota educadora se jubiló en el año 1972. Suárez de Longo murió en Ponce el 13 de enero de 1995.

## Bibliotecas satélites
El sistema de bibliotecas del municipio de Ponce contiene siete otras bibliotecas satélites que están distribuidas por el territorio del municipio de Ponce, tres en la zona urbana de la ciudad y cuatro fuera de ella. La bibliotecas ubicadas dentro de la ciudad se encuentran en: Clausells (Guillermo Jackson), Jaime L. Drew (José Rodríguez Ayala), y Playa (Rafaela Prieto Library). Las cuatro bibliotecas satélites ubicadas fuera de la ciudad se encuentran en: Llanos del Sur en el barrio Coto Laurel, una en el antiguo edificio del programa Head Start en el barrio Guaraguao, una en el sector Corral Viejo del barrio Magueyes en la Escuela Segunda Unidad Rosario Latorre, y una en el barrio Quebrada Limón.

## Área investigativa
The Archivo Histórico de Ponce es una biblioteca de investigación ubicada en la Calle Plaza Degetau entre las calles Cristina y Comercio, en la Zona Histórica de Ponce, frente a la Plaza Las Delicias.
Tambión dentro de las facilidaded del Archivo Histórico de Ponce hay colecciones de periódicos publicados en la ciudad de Ponce desde el siglo XVIII hasta el siglo 21, incluyendo La Gaceta de Puerto Rico, El Águila de Puerto Rico, El Universal, y El Diario de Puerto Rico, entre otros. La facilidades también cuentan con un área de exhibiciones para exposiciones de arte y otros eventos públicos de carácter cultural y cívico. El atrio interior de la biblioteca provee un área sin restricción para acceder al Internet inalámbricamente, y también presenta un ambiente adecuado para la presentación de libros, relatos de cuentos, conferencias breves y cócteles.

## Servicios prestados
La Biblioteca Municipal de Ponce ofrece entre sus servicios un centro de educación virtual valorado en sobre medio millón de dólares, y con acceso a más de 30 portales digitales con información que cubre áreas desde mecánica automotriz hasta belleza, y desde medicina hasta literatura, y con acceso a enciclopedias virtuales a través de una flotilla de más de 150 computadoras.
La Biblioteca tiene también un Mi Rincón de Lectura el cual provee un lugar donde padres pueden leerle a sus hijos más pequeños. El edificio de dos plantas de la biblioteca central también alberga una biblioteca juvenil, patrocinada por el programa internacional de introducción a la literatura infantil conocido como PIALI, Programa Internacional de Acercamiento a la Literatura Infantil.